# Produktionsfachkraft Chemie
Die  Produktionsfachkraft Chemie ist in Deutschland seit 2005 ein staatlich anerkannter Ausbildungsberuf nach Berufsbildungsgesetz.

## Ausbildungsdauer und Struktur
Die Ausbildungsdauer zur Produktionsfachkraft Chemie beträgt in der Regel zwei Jahre. Die Ausbildung erfolgt an den Lernorten Betrieb und Berufsschule. Der Beruf ist als Monoberuf ausgeführt und verfügt daher nicht wie andere Ausbildungsberufe der chemischen Industrie über Wahlqualifikationseinheiten (z. B. Chemikant, Chemielaborant).

## Entstehungsgeschichte
Der Beruf ersetzt den Ausbildungsberuf Chemiebetriebsjungwerker aus dem Jahr 1978. Die Ausbildungsvorschriften waren veraltet – insbesondere die zunehmende Prozesssteuerung in den Anlagen der chemischen Industrie war nicht enthalten.
Als Zielgruppe definieren die Sozialpartner Jugendliche, die nicht über eine Einstiegsqualifizierung im dreijährigen Ausbildungsberuf Chemikant verfügen. Der Beruf soll diesen Jugendlichen einen Einstieg in die duale Ausbildung ermöglichen. Dabei war es das erklärte Ziel, dass nach einem erfolgreichen Abschluss der Ausbildung der Jugendliche seine Ausbildung im zweiten Ausbildungsjahr zum Chemikant fortsetzt und anschließend erneut eine Abschlussprüfung ablegt. Der Beruf soll die Angebotspalette von berufsvorbereitenden Maßnahmen wie „Start in den Beruf“ und dem Chemikanten schließen.

## Arbeitsgebiete
Produktionsfachkräfte Chemie arbeiten in der chemischen Industrie  und sind dort in der Produktion und Verarbeitung tätig. Sie bedienen Anlagen der chemischen Industrie und  kontrollieren sowie dokumentieren die Herstellung von Produkten. Sie unterstützen andere Fachkräfte bei der Wartung und Instandhaltung. Während der Herstellung der Produkte sind sie auch für die Bestimmung von Stoffeigenschaften und Stoffkonstanten zuständig. Der Umweltschutz („Responsible Care“) spielt bei ihrer Arbeit eine große Rolle.

## Zwischen- und Abschlussprüfung
In diesem Beruf findet eine konventionelle Zwischen- und Abschlussprüfung statt. Eine gestreckte Abschlussprüfung findet keine Anwendung.
Im Zuge der Neuordnung wurden Musterprüfungsaufgaben zur Verfügung gestellt, die den Anspruch und Aufbau darstellen sollen.

### Zwischenprüfung
Die Zwischenprüfung soll den Leistungsstand des Auszubildenden ermitteln. Sie findet zu Beginn des zweiten Ausbildungsjahres statt. Der Auszubildende führt eine verfahrenstechnische Arbeit durch und bearbeitet schriftliche Aufgaben aus den Bereichen der Produktionstechnik, Wartung und responsible care.

### Abschlussprüfung
Die Abschlussprüfung besteht aus einem praktischen und einem schriftlichen Teil. Der praktische Teil beinhaltet die Durchführung eines Herstellungs- oder Verarbeitungsprozesses. Hierfür stehen dem Auszubildenden sieben Stunden Zeit zur Verfügung. Daneben bearbeitet er schriftlich Aufgaben aus den Bereichen Verfahrens- und Produktionstechnik sowie der Anlagentechnik. Ergänzt werden diese Prüfungsbereiche durch Wirtschafts- und Sozialkunde.